# Изабелла д’Эсте, герцогиня Пармская
Изабелла д’Эсте (итал. Isabella d'Este; 3 октября 1635, Палаццо Дукале — 21 августа 1666, Колорно, Парма) — герцогиня Пармская, вторая жена герцога Рануччо II Пармского. Через своего сына приходится бабушкой королеве Испании Изабелле Фарнезе.

## Биография
Изабелла была дочерью герцога Моденского Франческо I и Марии Екатерины Фарнезе. Она приходилась сестрой двум герцогам Моденским: Альфонсо IV д’Эсте (1634—1662) и Ринальдо (1655—1737). После смерти её матери отец женился ещё дважды.
После смерти своей первой жены, Маргариты Виоланты Савойской, Рануччо II женился в 1663 году на своей племяннице Изабелле. Но пара встретилась лишь 18 февраля 1664 года, когда Изабелла прибыла в Парму. По этому случаю были организованы грандиозные торжества и музыкальные представления. Изабелла была тонкой ценительницей музыки, покровительствовала итальянскому скрипачу-виртуозу и композитору Марко Учеллини.
У пары было трое детей, каждый из которых стал взрослым, но лишь один сын имел потомство: Одоардо Фарнезе стал отцом Изабеллы Фарнезе, которая, в свою очередь, стала прародительницей многих представителей королевских фамилий, живущих в наши дни.
Рождение сына стало фатальным для Изабеллы. Она скончалась от постродовых осложнений 9 дней спустя — 21 августа 1666 года. Похоронена в соборе «Санта Мария делла Стекатта».
После её смерти Рануччо женился на её сестре Марии д’Эсте, от которой имел семерых детей, включая последнего герцога Пармы из династии Фарнезе.

## Дети
- Маргарита Мария Фарнезе (24 ноября 1664 — 17 июня 1718) — замужем за Франческо II д’Эсте, герцогом Модены
- Тереза Фарнезе (1665—1702) — замужем за Густаром II, герцогом Мертана.
- Одоардо Фарнезе (12 августа 1666 — 6 сентября 1693) — наследный принц Пармы, женат на Доротее Софии Нойбургской, отец Изабеллы Фарнезе, королевы Испании.

## Официальные титулы
- 3 октября 1635 — 18 февраля 1664 Её Высочество Изабелла д’Эсте, Принцесса Моденская
- 18 февраля 1664 — 21 августа 1666 Её Высочество Герцогиня Пармская